# Myroslava Sopilka
Myroslava Sopilka, seudónimo de Yulia Semenivna Mysko-Pastushenko (Vynnyky, 29 de agosto de 1897 - Kiev, 28 de noviembre de 1937) fue una poeta y novelista ucraniana.

## Biografía
Nació en Vynnyky, oblast de Leópolis en 1897 como una de las cinco criaturas de una familia campesina.
Sus obras se publicaron por primera vez en 1928 en las revistas Vikna, Syaivo, y varios periódicos. A fines de 1930, se mudó con su esposo y 2 hijos a la Ucrania soviética, primero a la ciudad de Kamianets-Podilskyi, donde trabajó en el museo de historia local. En 1932, se mudó a Járkov. Fue miembro de la organización literaria de Ucrania Occidental. En 1931 publicó el libro de poemas Manos trabajadoras. También publicó la novela La acogedora ciudad de las supersticiones.
El 12 de mayo de 1929, Myroslava Sopilka fue una de las fundadoras del grupo literario Gorno - con ella estaban Vasyl Bobynskyi, Andriy Voloshchak, Oleksandr Gavrylyuk, Yaroslav Galán, Petro Kozlanyuk, Yaroslav Kondra, Nina Matulivna y Stepan Tudor.
El 30 de septiembre de 1937, Myroslava Sopilka fue arrestada junto con su esposo Mykhailo Pastushenko, acusada de espiar para la inteligencia polaca. Durante los interrogatorios, ni ella ni su marido se comprometieron en nada y rechazaron todas las acusaciones de la investigación. Y, sin embargo, el 22 de noviembre de 1937, una reunión especial del Comisariado del Pueblo para Asuntos Internos de la URSS (NKVD) condenó a la poeta a ser fusilada. La sentencia fue ejecutada el 28 de noviembre en Kiev. Lo más probable es que su cuerpo fuese enterrado en el cementerio de Lukyaniv. Durante mucho tiempo, no se supo nada sobre su destino. Se creía oficialmente que murió en el exilio el 18 de noviembre de 1942.

## Reconocimientos
Fue rehabilitada póstumamente.
Una calle de la ciudad de Vynnyky lleva su nombre.
En 1973, se publicó una colección de obras seleccionadas con el título Do sontsi͡a.